# Carro (Itàlia)
Carro (en lígur: O Caro, localment: U Caru) és un comune (municipi) de la província de La Spezia, a la regió italiana de la Ligúria, situat uns 60 km al sud-est de Gènova i uns 25 km al nord-oest de La Spezia.

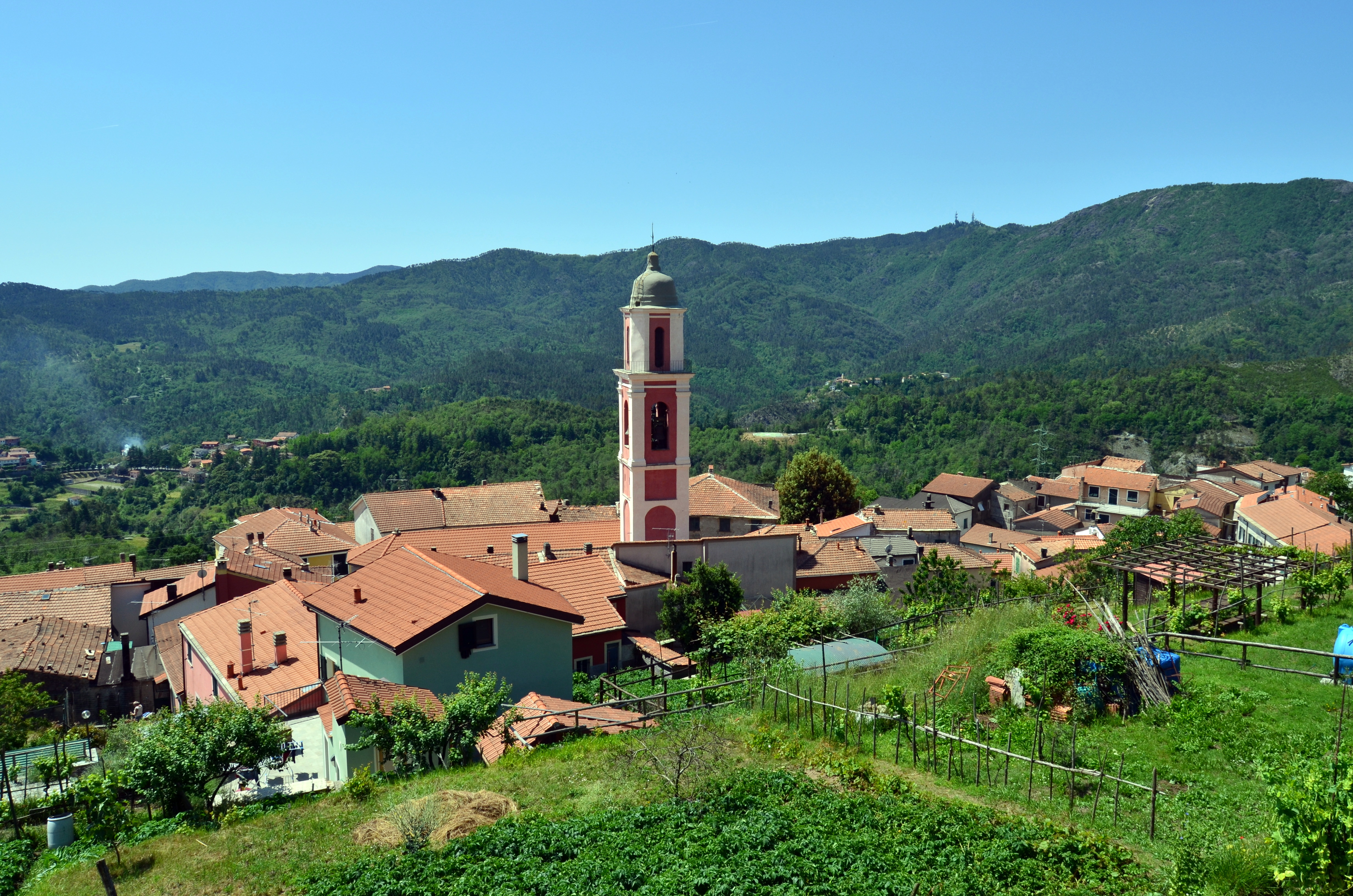
Panorama de la frazione de Castello

Carro limita amb els següents municipis: Carrodano, Castiglione Chiavarese, Deiva Marina, Maissana, Sesta Godano i Varese Ligure.
El municipi conté les frazioni de Castello, Ponte Santa Margherita i Ziona.